# Ли (тауншип, округ Моррисон, Миннесота)
Ли (англ. Leigh) — тауншип в округе Моррисон, Миннесота, США. На 2000 год его население составило 192 человека.

## География
По данным Бюро переписи населения США площадь тауншипа составляет 93,3 км², из которых 93,1 км² занимает суша, а 0,2 км² — вода (0,22 %).

## Демография
По данным переписи населения 2000 года здесь находились 192 человека, 70 домохозяйств и 51 семья.  Плотность населения —  2,1 чел./км².  На территории тауншипа расположена 91 постройка со средней плотностью 1,0 построек на один квадратный километр. Расовый состав населения: 93,75 % белых, 5,21 % коренных американцев и 1,04 % приходится на две или более других рас. Испанцы или латиноамериканцы любой расы составляли 1,04 % от популяции тауншипа.
Из 70 домохозяйств в 35,7 % воспитывались дети до 18 лет, в 58,6 % проживали супружеские пары, в 7,1 % проживали незамужние женщины и в 27,1 % домохозяйств проживали несемейные люди. 21,4 % домохозяйств состояли из одного человека, при том 10,0 % из — одиноких пожилых людей старше 65 лет. Средний размер домохозяйства — 2,74, а семьи — 3,18 человека.
29,2 % населения — младше 18 лет, 7,3 % — в возрасте от 18 до 24 лет, 32,8 % — от 25 до 44, 18,2 % — от 45 до 64, и 12,5 % — старше 65 лет. Средний возраст — 36 лет. На каждые 100 женщин приходилось 106,5 мужчин.  На каждые 100 женщин старше 18 приходилось 119,4 мужчин.
Средний годовой доход домохозяйства составлял 26 563 доллара, а средний годовой доход семьи —  41 250 долларов. Средний доход мужчин —  35 000  долларов, в то время как у женщин — 23 750. Доход на душу населения составил 12 572 доллара. За чертой бедности находились 11,1 % семей и 17,0 % всего населения тауншипа, из которых 2,0 % младше 18 и 76,9 % старше 65 лет.